# Vitamin B

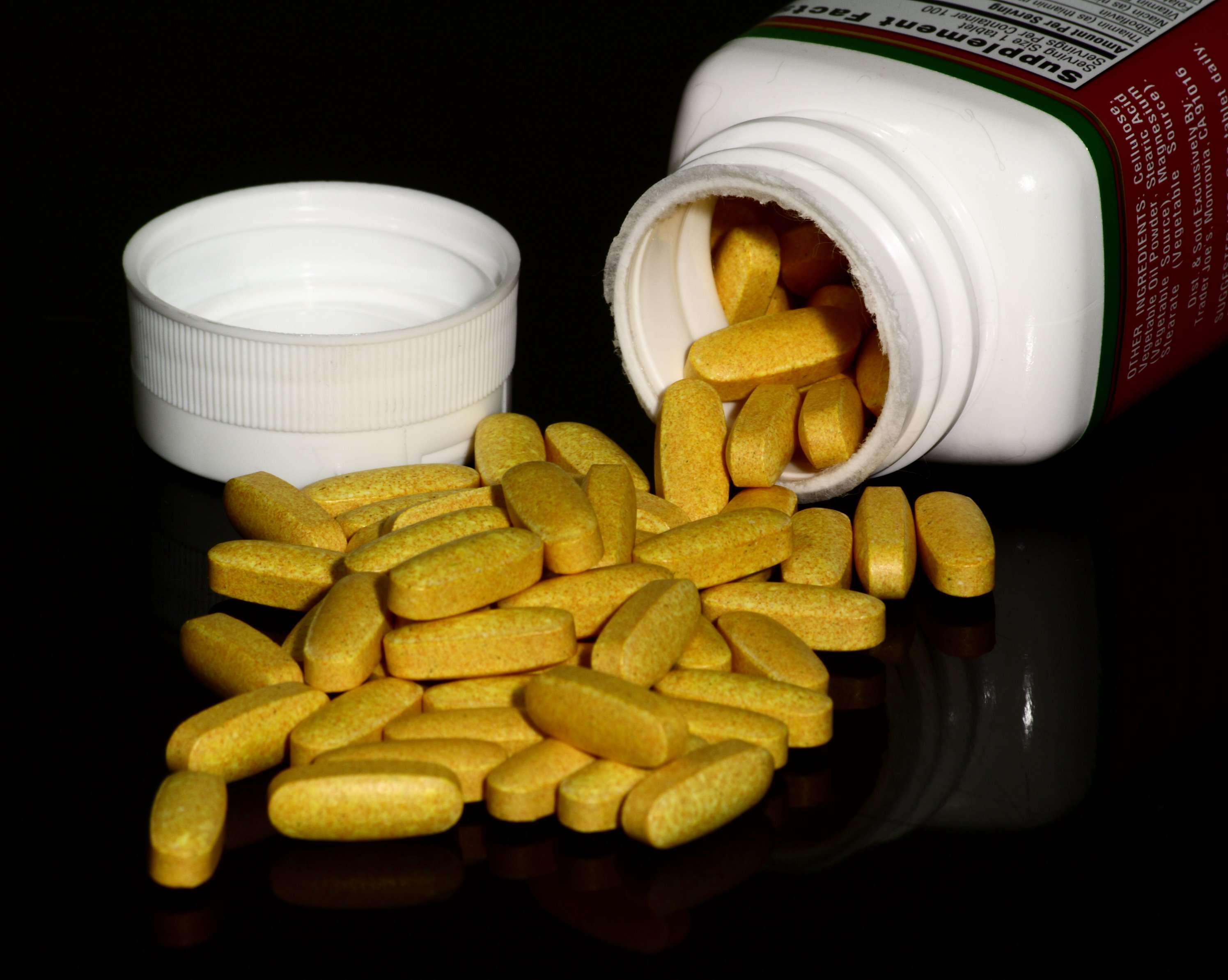

Vitamin B là tên gọi để chỉ một nhóm các vitamin hòa tan trong nước có vai trò quan trọng trong quá trình trao đổi chất của tế bào và tổng hợp hồng cầu. Các vitamin nhóm B từng được cho là một loại vitamin duy nhất và thường được gọi chung là vitamin B. Nghiên cứu sau đó cho thấy là các vitamin khác biệt về mặt hóa học chúng thường có trong cùng một loại thực phẩm. Nhìn chung, các chất bổ sung chứa tất cả tám loại được gọi là vitamin B hỗn hợp. Các vitamin B riêng biệt có thể được đánh số như B1, B2, B3...

## Các loại vitamin B
- Vitamin B1 (thiamine)
- Vitamin B2 (riboflavin)
- Vitamin B3 (niacin hay niacinamide)
- Vitamin B5 (axit pantothenic)
- Vitamin B6 (pyridoxine, pyridoxal, hay pyridoxamine, hay pyridoxine hydrochloride)
- Vitamin B7 (biotin) hay vitamin H
- Vitamin B9 (axit folic)
- Vitamin B12 (các loại cobalamin khác nhau; cyanocobalamin phổ biến trong các dưỡng chất vitamin)